# 蘭乃和佳子
蘭乃 和佳子（らんの わかこ、11月10日 - ）は、日本の女性声優。千葉県出身。

## 経歴
第8回声優アワード新人発掘オーディション合格。2015年、尚美ミュージックカレッジ専門学校声優学科卒業。以前は81プロデュースに所属していた。

## 人物
趣味は映画鑑賞。特技はオーボエ、イングリッシュホルン、マーチング。

## 出演作品

### テレビアニメ
- EVIL OR LIVE（2017年、ジュン）
- リトルウィッチアカデミア（2017年、生徒、観客）

### ゲーム
- あんさんぶるガールズ!!（2016年、桐島かいり）
- 幻獣姫（2016年、サジタリウス）
- 新約 アルカナスレイヤー（2016年）
- ナイトスリンガー（2016年、キャビット、クリスティナ、シンディ、アナ、サリー 他）
- Battleship Girl-鋼鉄少女-（2016年）

### モーションコミック
- インベスターZ（財前律子）

### オーディオブック
- 人類は衰退しました 第1巻（2019年）
- ピンポンラバー（2019年、白鳳院紅亜 役[3]）

### CM
- 空飛ぶサイダー 第3弾再会編（社員）

### 吹き替え
- ユーフーしゅつどう!（ローラ）※Netflix版
- ライ麦畑の反逆児 ひとりぼっちのサリンジャー

### イベント
- 第60回LIVE SALON『声瞬〜情動の雪侍月〜キヨさんグループ公演vol,2』
- 第56回81LIVE SALON『声瞬〜81声優落語会 第寿10回チキチキ笑う門には鬼来る!?福に金棒落語対決!』

### その他コンテンツ
- 歌ってみるみる覚える「九九・ことわざ」（付属CDの歌）
- 歌ってみるみる覚える「都道府県」（付属CDの歌）
- P大工の源さん超韋駄天（2020年、神崎愛梨沙）